# Městská autobusová doprava v Jablonci nad Nisou

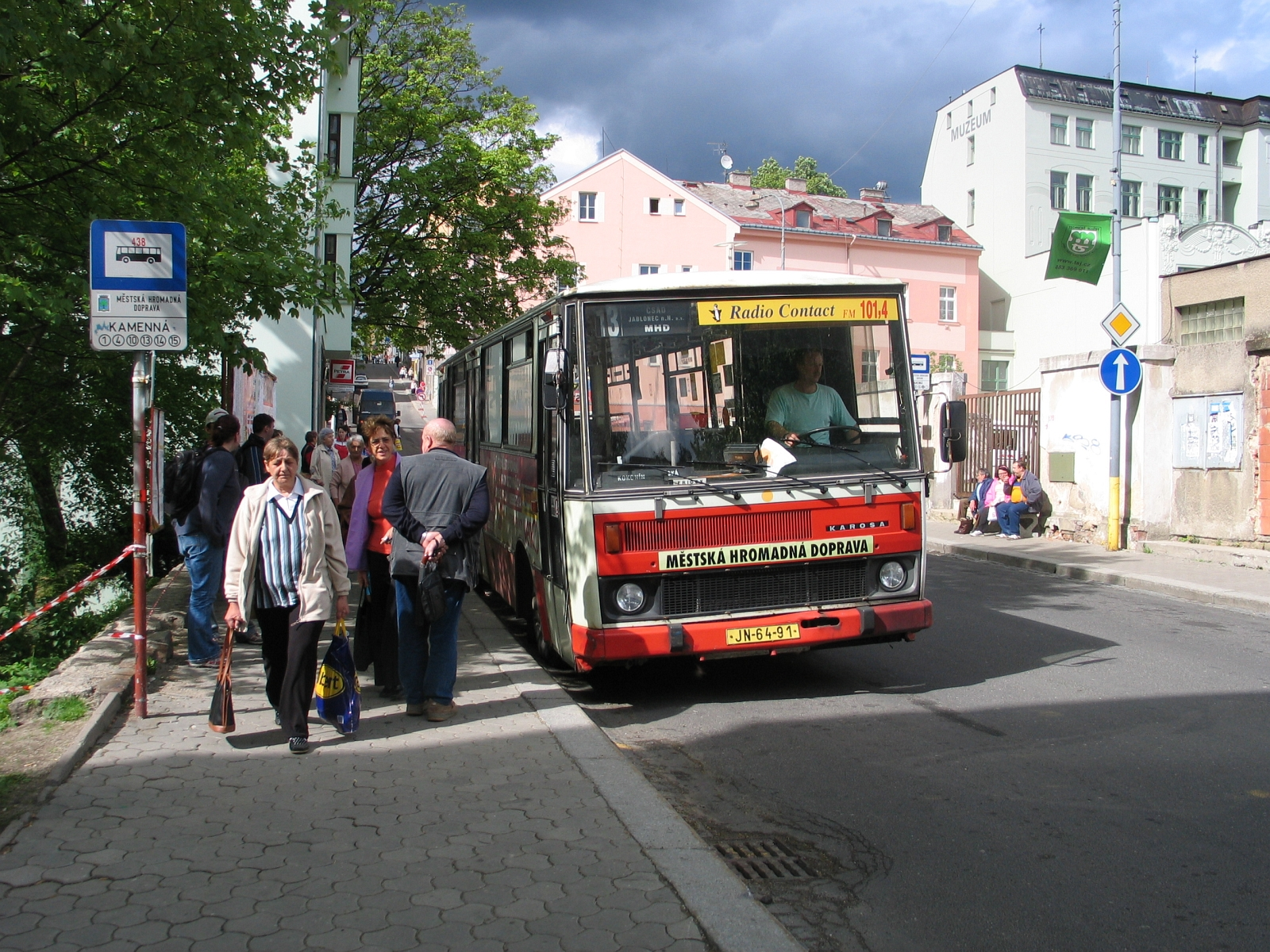
Autobus Karosa B 731 v přestupním uzlu Kamenná

Městská hromadná doprava v Jablonci nad Nisou je tvořena 23 autobusovými linkami, na kterých od 1. února 2023 začal dopravu zajišťovat dopravce ČSAD Slaný.

## Historický vývoj

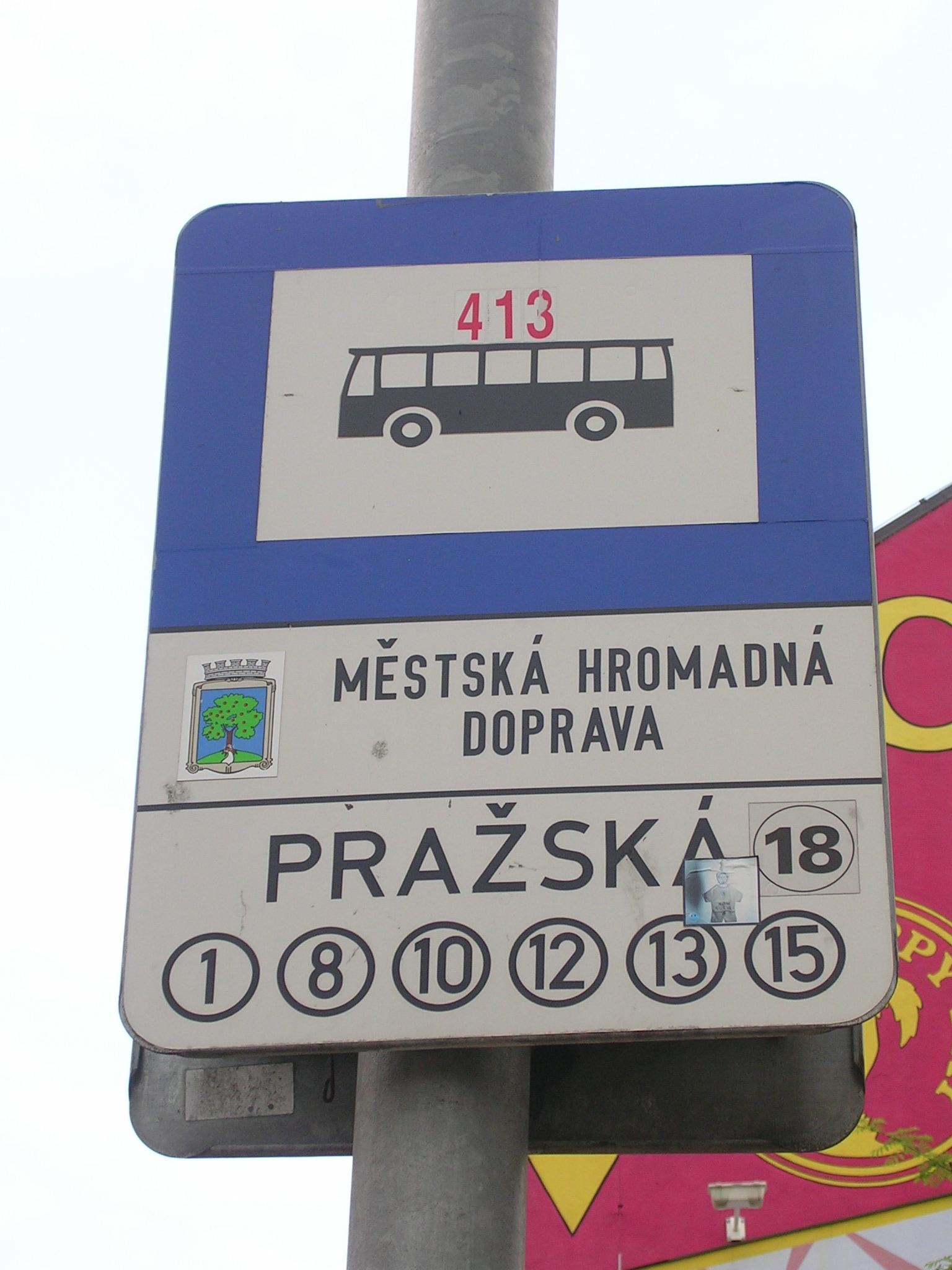
Označení zastávky z doby kolem roku 2000

Městskou dopravu v Jablonci zajišťovaly nejprve od roku 1900 tramvaje soukromého dopravce.
Město Jablonec nad Nisou získalo již v roce 1906 koncesi na provozování autobusové dopravy na lince Jablonec – Liberec, ale dopravu na této trase zahájila až v roce 1921 Jablonecká dopravní společnost a.s., na kterou město svou koncesi převedlo. Hned v roce 1922 tuto autobusovou linku převzaly Československé státní dráhy a utlumily na ní provoz, roku 1928 pak linku převzala Autobusová dopravní společnost s.r.o. Liberec, počátkem 30. let se zde angažovali i další soukromí dopravci. Městské autobusy začaly být v roce 1927 zaváděny i v sousedním Liberci.
15. dubna 1930 zahájila Jablonecká dopravní společnost a.s. provoz na trase z Jablonce do Lučan a Josefova Dolu. Téhož roku zahájil dopravce provoz i na příměstských linkách do Rádla, Polubného a Železného Brodu. Do roku 1938 provozoval již 6 linek. Další příměstské linky byly zajišťovány soukromými dopravci.
Po druhé světové válce převážila tendence omezit systém městské dopravy na samotné území města. Linky, které tehdy vedly do sousedních obcí, byly ze systému MHD vyčleněny (včetně linky vedoucí do Liberce, jež měla být nahrazena tramvajovou tratí). Místo rozvoje v okolí města tak probíhalo zavádění nových linek v jeho centru.
Od roku 1950 byly postupně rušeny jablonecké tramvajové tratě a 31. března 1965 byly zrušeny úplně. Nahradily je autobusové linky, jejichž trasy jsou dodnes podobné původním tramvajovým. Zachována zůstala jen meziměstská tramvajová trať do Liberce, která byla dokončena v roce 1955 a kterou od roku 1970 provozoval již jen Dopravní podnik města Liberce (dnes DPMLJ).
Od sedmdesátých let 20. století městské autobusy opět zajišťují dopravu i do několika sousedních obcí - do (Bedřichova, Janova nad Nisou či Lučan nad Nisou).
Roku 1999 byl do provozu zařazen první nízkopodlažní vůz typu Irisbus Citybus 12M. V této době byla provedena též výměna všech označníků a v centrální autobusové stanici na Dolním náměstí zřídil dopravce elektronické informační tabule.
Dne 1. února 2021 při výměně dopravce došlo ke kompletnímu přetrasování linkového vedení MHD. Hybridní autobusy na naftu a elektřinu byly nasazeny od 1. února 2023 dopravcem ČSAD Slaný.

## Dopravce

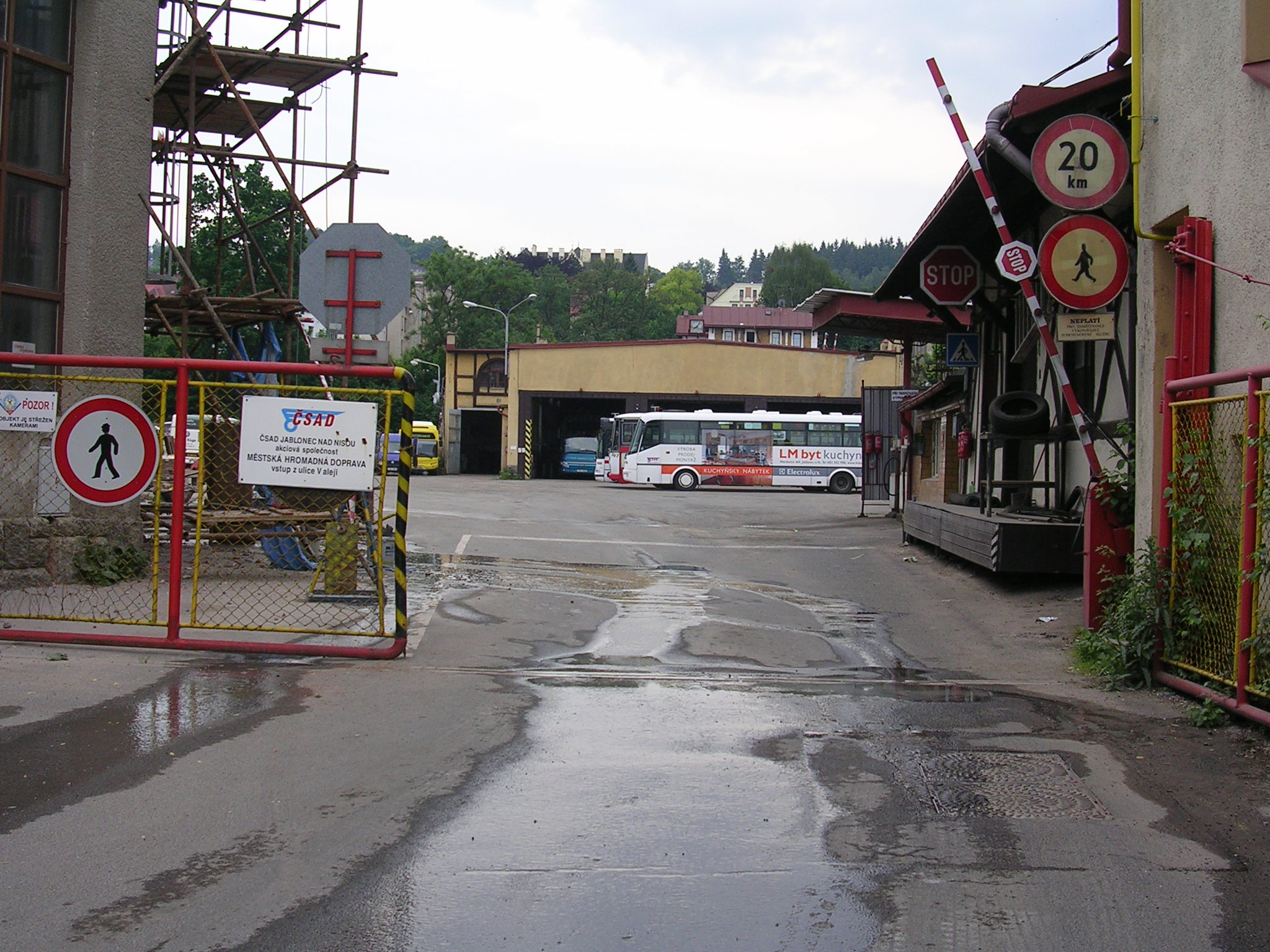
Tehdejší objekt garáží provozu MHD ČSAD Jablonec nad Nisou a. s. u Pražské ulice. Nyní je tento pozemek v majetku společnosti Busline a autobusy MHD mají provizorní garáže v průmyslové zoně v Rýnovicích

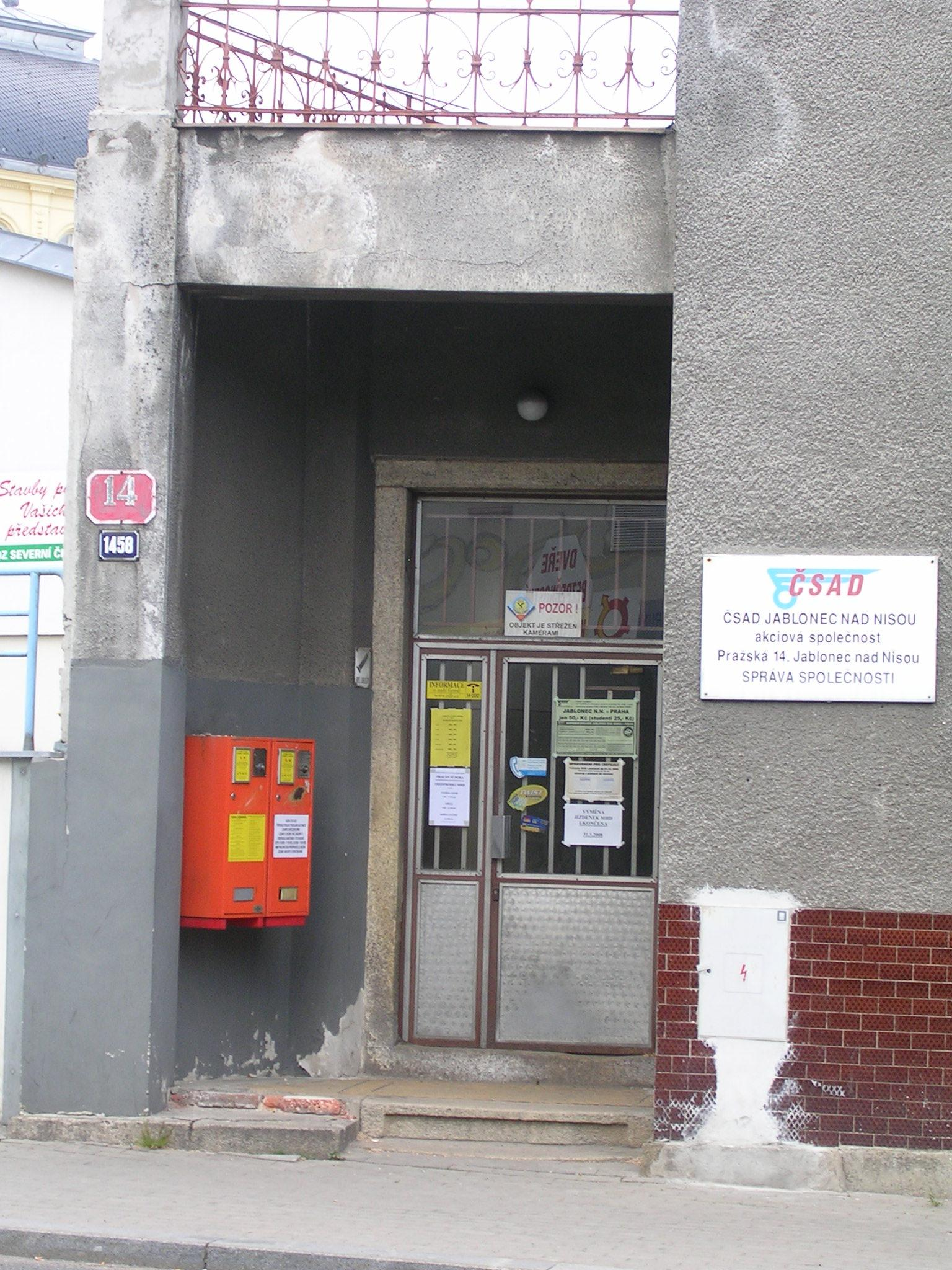
Bývalý vchod do správní budovy ČSAD Jablonec nad Nisou a. s. v Pražské ulici, naproti garážím

Městskou hromadnou dopravu původně provozovala akciová společnost Gablonzer Strassenbahn und Elektrizitatsgesellschaft, od roku 1904 Gablonzer Elektrische Bahnen. V roce 1922 město Jablonec nákupem akcií získalo ve společnosti většinový podíl a přejmenovalo ji na název Jablonecká dopravní společnost a.s., Jablonecké elektrické dráhy.
Vládním usnesením z 12. října 1948 byla sloučena s libereckým městským dopravcem a 1. února 1949 tak vznikl národní podnik Dopravní komunální podnik měst Liberce a Jablonce nad Nisou se sídlem v Liberci. 1. července 1960 se společný dopravní podnik rozdělil na dva městské podniky.
Dopravní podnik města Jablonce nad Nisou byl 31. prosince 1980 zrušen a provoz MHD byl od začátku roku 1981 začleněn do severočeského krajského podniku ČSAD KNV Ústí nad Labem n. p. 1. května 1992 se krajský podnik ČSAD rozdělil na okresní podniky a jablonecký dopravní závod 405 (s provozovnami v Jablonci-Rýnovicích, Tanvaldu a Železném Brodu) se osamostatnil jako ČSAD Jablonec nad Nisou a.s. V roce 2007 bylo rýnovické dopravní středisko, zajišťující regionální dopravu, sloučeno do jabloneckého střediska městské dopravy v Pražské ulici. V roce 2008 byl podnik koupen společností ČSAD Semily a.s.
Těsně před 3. prosincem 2009, kdy vstoupilo v platnost nařízení Evropského parlamentu a Rady ES č. 1370/2007, které nařizuje vyhlašování výběrových řízení pro přidělování zakázek ve veřejné dopravě, uzavřelo město Jablonec nad Nisou bez výběrového řízení na deset let smlouvu o provozování MHD s Dopravním podnikem města Liberce a.s. (DPML) Dotace má činit ročně asi 30 milionů Kč. DPML zpočátku jezdil s vozidly pronajatými od dřívějšího dopravce, ČSAD Jablonec nad Nisou a.s., avšak na jízdních řádech a jízdenkách již byl uveden jako nový dopravce on. DPML oznámil, že chce rozsah MHD v Jablonci do roku 2012 zdvojnásobit, do roku 2011 se má objem výkonů zvýšit o více než 40 %. Dosavadní dopravce ČSAD Jablonec nad Nisou k přelomu let 2009/2010 zanikl fúzí s ČSAD Semily a.s.. DPML s ČSAD Semily úzce spolupracují, chystají společné přepravní podmínky, spolupracují v investičních akcích. 21. října 2010 se Dopravní podnik města Liberce a.s. přejmenoval na Dopravní podnik měst Liberec a Jablonec nad Nisou a.s., 10. listopadu 2010 pak na Dopravní podnik měst Liberce a Jablonce nad Nisou a.s.
Rámcová smlouva na zajištění provozu Dopravním sdružení obcí Jablonecka a DPMLJ měla platit až do konce roku 2019, subdodavatelská společnost BusLine však v létě 2018 vypověděla smlouvu společnosti DPMLJ, přičemž výpovědní lhůta vypršela v pátek 25. ledna 2019. DPMLJ se pokusil za BusLine sehnat náhradu, do soutěže se přihlásila společnost Autobusová doprava Podbořany, avšak soutěž skončila u antimonopolního úřadu. Zástupci obou měst, DSOJ a DPMLJ se 22. ledna 2019 dohodli, že smlouva na zajištění MHD v Jablonci k pátku skončí, písemně měli tuto dohodu zpracovat právní zástupci během následujících dní. DPMLJ požadoval garance, že DSOJ nebude nárokovat žádné možné škody v souvislosti s ukončením smlouvy.
Od 26. ledna 2019 autobusovou městskou hromadnou dopravu v Jablonci nad Nisou převzala přímo společnost BusLine LK a.s. Dopravní sdružení obcí Jablonecka tento výběr zdůvodnilo tím, že to je jediná společnost, která je schopná v tak krátkém termínu zajistit provoz. DSOJ oslovil ještě Autobusovou dopravu Podbořany a Arrivu, ty ale nebyly schopné tak rychle závazek převzít. Od 1. února 2021 provozoval jabloneckou MHD dopravce Umbrella Coach & Buses, kterého od 1. února 2023 vystřídal dopravce ČSAD Slaný ze skupiny ICOM Transport.

## Síť
Síť MHD tvoří 23 pravidelných linek (z toho tři školní, jedna noční a jedna sezónní linka). V minulosti byly linky číslovány od jedničky (kromě čísla 11, které má tramvajová linka do Liberce) a školní linky v řadě od 30. Po zaintegrování linkek do IDOL došlo ke změně číslování podle tarifních zón. Čísla od 1 do 99 jsou provozovány v Liberci a v Jablonci linky od 101 výše. Přechod na nový systém byl proveden připočtením 100 k dosavadním číslům linek. Noční linka byla značena N1, později číslem 130. Linka 121 je speciální zimní víkendová a prázdninová linka (skibus) do Bedřichova. Hlavním přestupním uzlem je autobusové nádraží. Na většině linek je taktový provoz (interval 15, 30 nebo 60 minut), v úsecích souběhů jsou linky prokládány. Licenční čísla linek jsou z řady 535101 až 535133.
Linky zajíždějí i do obcí mimo území města. Linky 101, 105, 113 a 115 spojují Jablonec s rychnovským nádražím, ležícím na železniční trati 030 z Liberce do Jaroměře, Hradce Králové a Pardubic. Toto nádraží je totiž významnější než samotné jablonecké. Linka 104 jezdí do města Lučany nad Nisou včetně jeho části Horní Maxov. Linky 103, 116 a 118 jezdí do lučanské části Jindřichov, linka 101 zajíždí do obcí Janov nad Nisou a Bedřichov. Linka 126 zajišťuje pouze místní dopravu v rámci obce Janov nad Nisou (do místní části Hrabětice).

### Seznam linek (k únoru 2021)
- linka 101 Bedřichov - Janov nad Nisou - Autobusové nádraží - Vrkoslavice - Kokonín - Rychnov u Jablonce nad Nisou
- linka 102 Autobusové nádraží - Jablonecké Paseky, ELP
- linka 103 Horní Proseč - Nemocnice - Autobusové nádraží - Jablonecké Paseky, ELP - Jindřichov
- linka 104 Lukášov - Rýnovice - Autobusové nádraží - Jablonecké Paseky - Lučany nad Nisou - Maxov
- linka 105 Rychnov u Jablonce nad Nisou - Kokonín - Vrkoslavice - Autobusové nádraží - Horní Proseč
- linka 106 Želivského - Na Roli - Budovatelů - Autobusové nádraží - Jablonecké Paseky
- linka 107 Žižkův vrch - Autobusové nádraží - Mšeno - Želivského (- Rýnovice - Kunratice Mšenská)
- linka 108 Žižkův vrch - Autobusové nádraží - Jablonecké Paseky, ELP
- linka 109 Jablonecké Paseky - Mšeno - Rýnovice
- linka 110 Mšeno, Arbesova MŠ - Mšeno, Obchodní centrum - Autobusové nádraží
- linka 112 Rýnovice - Mšeno - Autobusové nádraží - Mšeno - Rýnovice (okružní linka)
- linka 113 Autobusové nádraží - Vrkoslavice - Kokonín (- Rychnov u Jablonce nad Nisou)
- linka 114 Horní Proseč - Autobusové nádraží - Jablonecké Paseky
- linka 115 Hodkovice nad Mohelkou - Rychnov u Jablonce nad Nisou - Autobusové nádraží - Jablonecké Paseky, ELP (rychlíková linka)
- linka 116 Želivského - Na Roli - Mírové náměstí - Autobusové nádraží - Jablonecké Paseky - Jindřichov
- linka 117 Autobusové nádraží -  Na Hutích - Autobusové nádraží
- linka 118 Autobusové nádraží - Plavecký bazén - Jablonecké Paseky, ELP
- linka 121 Pražská - Hrabětice - Bedřichov - Pražská (zimní víkendová a prázdninová linka)
- linka 126 Janov nad Nisou - Velký Semerink - Hrabětice
- linka 130 Autobusové nádraží - Vrkoslavice - Kokonín - Autobusové nádraží - Rýnovice - Mšeno - Jablonecké Paseky - Pražská (noční okružní linka)
- linka 131 Jablonecké Paseky, ELP - Mšeno, Arbesova MŠ (školní linka)
- linka 132 Nová Ves nad Nisou - Jablonecké Paseky - Autobusové nádraží - Obchodní akademie - Rýnovice (školní linka)
- linka 133 Horní Proseč - Rýnovice - Mšeno, Arbesova MŠ - Mšeno - Obchodní akademie - U Gymnázia - Žižkův vrch (školní linka)

Do Jablonce zajíždí i linka liberecké MHD
- linka 15 Fügnerova - Starý Harcov - Lukášovské údolí

### Noční doprava
Jablonecká noční doprava byla zajišťována jednou noční okružní linkou, značenou 130, která mezi jednou a druhou hodinou ranní objížděla téměř všechny části Jablonce. Tato linka byla v provozu od 1. května 2001 do roku 2020 nejprve jezdila celotýdenně, poté jen o víkendu. Ve stanici Liberecká byl zajištěn přestup na tramvajovou linku 11 do Liberce. Od roku 2020 není noční linka 130 obsluhována.

## Tarif a integrace
Od 1. července 1983 do roku 1995 se používaly děrovací označovací strojky a nepřestupní jízdenky z předprodeje. Od 1. dubna 1995 byl zaveden pásmový tarif, v roce 1999 byl nahrazený časovým.
Integrace příměstské dopravy započala roku 2001 zavedením časových jízdenek na linkách příměstského charakteru. Od roku 2003 existoval Jablonecký regionální integrovaný dopravní systém (JARIS], který zahrnoval i železnici. Ten se později včlenil do nově tvořeného integrovaného dopravního systému a vznikl tak Integrovaný dopravní systém Libereckého kraje IDOL

## Vozový park

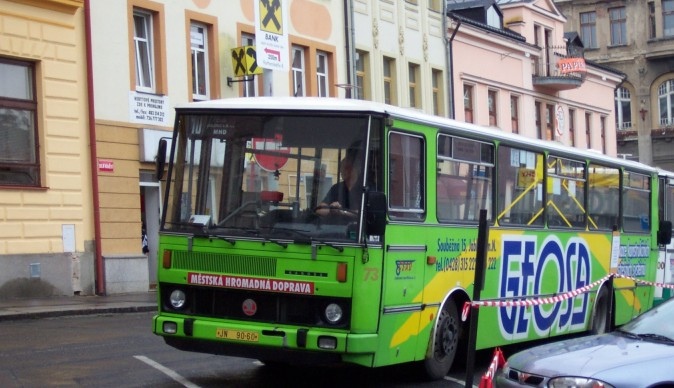
Autobus Karosa B 832 na Dolním náměstí

Provoz MHD zajišťuje od roku 2023 dopravce ČSAD Slaný, který v Jablonci provozuje 27 vozidel. Jedná se o vozidla typů Mercedes-Benz Conecto LF II hybrid a Rošero First FCLLI Hybrid.